# Utania morindifolia
Utania morindifolia là một loài thực vật có hoa trong họ Mã tiền. Loài này được (Reinw.) G. Don miêu tả khoa học đầu tiên năm 1837.